# Cynorta circumbrosa
Cynorta circumbrosa is een hooiwagen uit de familie Cosmetidae.